# 蒙城県
蒙城県（もうじょう-けん）は、中華人民共和国安徽省亳州市に位置する県。安徽省の淮北平原の中部から北部に位置する。農業の中でもとりわけ畜産業が盛んで、「中国の牛都」と称されている。荘子の出身地としても著名である。

## 歴史
殷では北冢、周では漆園、漢では山桑と称された。唐代に蒙城と改称された。

## 行政区画
- 街道:漆園街道、荘周街道、城関街道
- 鎮:双澗鎮、小澗鎮、壇城鎮、許疃鎮、板橋集鎮、馬集鎮、岳坊鎮、立倉鎮、楚村鎮、楽土鎮、三義鎮、籬笆鎮
- 郷:王集郷、小辛集郷